# Skinny Puppy
Skinny Puppy er en post-industrial band fra Vancouver i British Columbia.

## Diskografi
- Back and forth series two (1981)
- Bites (1984)
- Mind the perpetual intercourse (1985)
- Chainsaw (1985)
- Cleanse fold and manipulate (1987)
- Vivi sect vi (1988)
- Rabies (1988)
- Too dark park (1990)
- Brap (1991)
- Last rights (1992)
- The process (1993)

| Musikgruppe | Spire Denne artikel om en musikgruppe er en spire som bør udbygges. Du er velkommen til at hjælpe Wikipedia ved at udvide den. |